# Bahnstrecke Sablé–Montoir-de-Bretagne
| Reststück bei Sablé-sur-Sarthe |                        |                                                       |                                                       |
| Streckennummer (SNCF): | 460 000                |                                                       |                                                       |
| Kursbuchstrecke (SNCF): | (kein Personenverkehr) |                                                       |                                                       |
| Streckenlänge: | 188 km                 |                                                       |                                                       |
| Spurweite: | 1435 mm (Normalspur)   |                                                       |                                                       |
| Maximale Neigung: | 12 ‰                   |                                                       |                                                       |
| Minimaler Radius: | 400 m                  |                                                       |                                                       |
| Streckengeschwindigkeit: | 50 km/h                |                                                       |                                                       |
| |                        |                                                       |                                                       |
| \| \| \| von Le Mans (–Paris) \| \| \| \| \| Bahnstrecke Aubigné-Racan–Sablé \| \| \| \| 258,9 \| Sablé-sur-Sarthe \| Sablé-sur-Sarthe \| \| \| \| nach Angers \| \| \| \| 266,1 \| Les-Agets-Saint-Brice \| Les-Agets-Saint-Brice \| \| \| ~264,9 \| Département Sarthe/Mayenne \| Département Sarthe/Mayenne \| \| \| 270,1 \| Bouère \| Bouère \| \| \| 275,0 \| Grez-en-Bouère \| Grez-en-Bouère \| \| \| \| Bahnstrecke Laval–Gennes-Longuefuye \| \| \| \| 281,1 \| Gennes-Longuefuye \| Gennes-Longuefuye \| \| \| 289,9 \| Château-Gontier \| Château-Gontier \| \| \| 290,0 \| Beginn stillgelegter Abschnitt \| Beginn stillgelegter Abschnitt \| \| \| 291,5 \| Mayenne \| Mayenne \| \| \| \| Bahnstrecke Chemazé–Craon \| \| \| \| 299,0 \| Chemazé \| Chemazé \| \| \| ~302,4 \| Département Mayenne/Maine-et-Loire \| Département Mayenne/Maine-et-Loire \| \| \| 307,2 \| La Ferrière-de-Flée \| La Ferrière-de-Flée \| \| \| 313,0 \| Oudon (Mayenne) \| Oudon (Mayenne) \| \| \| 314,0 \| Segré \| Segré \| \| \| \| Bahnstrecke Segré–Angers und Bahnstrecke Segré–Nantes \| \| \| \| \| Anschluss Erzgrube \| \| \| \| 320,4 \| Noyant-la-Gravoyère \| Noyant-la-Gravoyère \| \| \| \| Anschlüsse Steinbrüche \| \| \| \| 328,2 \| Combrée \| Combrée \| \| \| 332,6 \| Vergonnes \| Vergonnes \| \| \| \| Bahnstrecke Laval–Pouancé \| \| \| \| 339,7 \| Pouancé \| Pouancé \| \| \| 340,3 \| Etang de Saint-Aubin/Verzée \| Etang de Saint-Aubin/Verzée \| \| \| ~344,8 \| Département Maine-et-Loire/Loire-Atlantique \| Département Maine-et-Loire/Loire-Atlantique \| \| \| 349,3 \| Soudan \| Soudan \| \| \| \| Bahnstrecke Châteaubriant–Rennes \| \| \| \| 355,5 \| Châteaubriant \| Châteaubriant \| \| \| \| Bahnstrecke Nantes–Châteaubriant \| \| \| \| \| Bahnstrecke Châteaubriant–Ploërmel \| \| \| \| \| Industrieanschluss \| \| \| \| 359,2 \| Beginn stillgelegter Abschnitt \| Beginn stillgelegter Abschnitt \| \| \| 362,8 \| Louisfert \| Louisfert \| \| \| 367,3 \| Saint-Vincent-des-Landes \| Saint-Vincent-des-Landes \| \| \| \| Bahnstrecke Saint-Vincent-des-Landes–Massérac \| \| \| \| 374,0 \| Treffieux \| Treffieux \| \| \| \| Vay \| \| \| \| \| Le Gâvre \| \| \| \| \| Bahnstrecke Beslé–Blain \| \| \| \| 399,9 \| Blain \| Blain \| \| \| \| Isac \| \| \| \| \| Bahnstrecke Blain–La Chapelle-sur-Erdre \| \| \| \| 409,0 \| Bouvron \| Bouvron \| \| \| 417,9 \| Campbon \| Campbon \| \| \| \| Bahnstrecke Savenay–Landerneau \| \| \| \| 429,5 \| Verbindungskurve von Pontchâteau/Bahnstr. Sav-Land. \| Verbindungskurve von Pontchâteau/Bahnstr. Sav-Land. \| \| \| 429,6 \| Besné-Pontchâteau (in B., P. nur Namensgeber) \| Besné-Pontchâteau (in B., P. nur Namensgeber) \| \| \| \| von Nantes \| \| \| \| 441,1 \| Montoir-de-Bretagne \| Montoir-de-Bretagne \| \| \| \| nach Saint-Nazaire \| \| |                        |                                                       |                                                       |
| Strecke |                        | von Le Mans (–Paris)                                  | von Le Mans (–Paris)                                  |
| Abzweig geradeaus und ehemals von links |                        | Bahnstrecke Aubigné-Racan–Sablé                       | Bahnstrecke Aubigné-Racan–Sablé                       |
| Bahnhof | 258,9                  | Sablé-sur-Sarthe                                      | Sablé-sur-Sarthe                                      |
| Abzweig geradeaus und nach links |                        | nach Angers                                           | nach Angers                                           |
| ehemaliger Bahnhof | 266,1                  | Les-Agets-Saint-Brice                                 | Les-Agets-Saint-Brice                                 |
| Grenze | ~264,9                 | Département Sarthe/Mayenne                            | Département Sarthe/Mayenne                            |
| ehemaliger Bahnhof | 270,1                  | Bouère                                                | Bouère                                                |
| ehemaliger Bahnhof | 275,0                  | Grez-en-Bouère                                        | Grez-en-Bouère                                        |
| Abzweig geradeaus und ehemals von rechts |                        | Bahnstrecke Laval–Gennes-Longuefuye                   | Bahnstrecke Laval–Gennes-Longuefuye                   |
| Dienststation / Betriebs- oder Güterbahnhof | 281,1                  | Gennes-Longuefuye                                     | Gennes-Longuefuye                                     |
| Dienststation / Betriebs- oder Güterbahnhof | 289,9                  | Château-Gontier                                       | Château-Gontier                                       |
| | 290,0                  | Beginn stillgelegter Abschnitt                        | Beginn stillgelegter Abschnitt                        |
| Brücke über Wasserlauf (Strecke außer Betrieb) | 291,5                  | Mayenne                                               | Mayenne                                               |
| Abzweig geradeaus und von rechts (Strecke außer Betrieb) |                        | Bahnstrecke Chemazé–Craon                             | Bahnstrecke Chemazé–Craon                             |
| Bahnhof (Strecke außer Betrieb) | 299,0                  | Chemazé                                               | Chemazé                                               |
| Grenze (Strecke außer Betrieb) | ~302,4                 | Département Mayenne/Maine-et-Loire                    | Département Mayenne/Maine-et-Loire                    |
| Bahnhof (Strecke außer Betrieb) | 307,2                  | La Ferrière-de-Flée                                   | La Ferrière-de-Flée                                   |
| Brücke über Wasserlauf (Strecke außer Betrieb) | 313,0                  | Oudon (Mayenne)                                       | Oudon (Mayenne)                                       |
| Bahnhof (Strecke außer Betrieb) | 314,0                  | Segré                                                 | Segré                                                 |
| Abzweig geradeaus und nach links (Strecke außer Betrieb) |                        | Bahnstrecke Segré–Angers und Bahnstrecke Segré–Nantes | Bahnstrecke Segré–Angers und Bahnstrecke Segré–Nantes |
| Abzweig geradeaus und von rechts (Strecke außer Betrieb) |                        | Anschluss Erzgrube                                    | Anschluss Erzgrube                                    |
| Bahnhof (Strecke außer Betrieb) | 320,4                  | Noyant-la-Gravoyère                                   | Noyant-la-Gravoyère                                   |
| Abzweig geradeaus und von rechts (Strecke außer Betrieb) |                        | Anschlüsse Steinbrüche                                | Anschlüsse Steinbrüche                                |
| Bahnhof (Strecke außer Betrieb) | 328,2                  | Combrée                                               | Combrée                                               |
| Bahnhof (Strecke außer Betrieb) | 332,6                  | Vergonnes                                             | Vergonnes                                             |
| Abzweig geradeaus und von rechts (Strecke außer Betrieb) |                        | Bahnstrecke Laval–Pouancé                             | Bahnstrecke Laval–Pouancé                             |
| Bahnhof (Strecke außer Betrieb) | 339,7                  | Pouancé                                               | Pouancé                                               |
| Brücke über Wasserlauf (Strecke außer Betrieb) | 340,3                  | Etang de Saint-Aubin/Verzée                           | Etang de Saint-Aubin/Verzée                           |
| Grenze (Strecke außer Betrieb) | ~344,8                 | Département Maine-et-Loire/Loire-Atlantique           | Département Maine-et-Loire/Loire-Atlantique           |
| Bahnhof (Strecke außer Betrieb) | 349,3                  | Soudan                                                | Soudan                                                |
| Abzweig ehemals geradeaus und von rechts |                        | Bahnstrecke Châteaubriant–Rennes                      | Bahnstrecke Châteaubriant–Rennes                      |
| Bahnhof | 355,5                  | Châteaubriant                                         | Châteaubriant                                         |
| Abzweig geradeaus und nach links |                        | Bahnstrecke Nantes–Châteaubriant                      | Bahnstrecke Nantes–Châteaubriant                      |
| Abzweig geradeaus und ehemals nach rechts |                        | Bahnstrecke Châteaubriant–Ploërmel                    | Bahnstrecke Châteaubriant–Ploërmel                    |
| Abzweig geradeaus und von links |                        | Industrieanschluss                                    | Industrieanschluss                                    |
| | 359,2                  | Beginn stillgelegter Abschnitt                        | Beginn stillgelegter Abschnitt                        |
| Bahnhof (Strecke außer Betrieb) | 362,8                  | Louisfert                                             | Louisfert                                             |
| Bahnhof (Strecke außer Betrieb) | 367,3                  | Saint-Vincent-des-Landes                              | Saint-Vincent-des-Landes                              |
| Abzweig geradeaus und nach rechts (Strecke außer Betrieb) |                        | Bahnstrecke Saint-Vincent-des-Landes–Massérac         | Bahnstrecke Saint-Vincent-des-Landes–Massérac         |
| Bahnhof (Strecke außer Betrieb) | 374,0                  | Treffieux                                             | Treffieux                                             |
| Bahnhof (Strecke außer Betrieb) |                        | Vay                                                   | Vay                                                   |
| Bahnhof (Strecke außer Betrieb) |                        | Le Gâvre                                              | Le Gâvre                                              |
| Abzweig geradeaus und von rechts (Strecke außer Betrieb) |                        | Bahnstrecke Beslé–Blain                               | Bahnstrecke Beslé–Blain                               |
| Bahnhof (Strecke außer Betrieb) | 399,9                  | Blain                                                 | Blain                                                 |
| Brücke über Wasserlauf (Strecke außer Betrieb) |                        | Isac                                                  | Isac                                                  |
| Abzweig geradeaus und nach links (Strecke außer Betrieb) |                        | Bahnstrecke Blain–La Chapelle-sur-Erdre               | Bahnstrecke Blain–La Chapelle-sur-Erdre               |
| Bahnhof (Strecke außer Betrieb) | 409,0                  | Bouvron                                               | Bouvron                                               |
| Bahnhof (Strecke außer Betrieb) | 417,9                  | Campbon                                               | Campbon                                               |
| Kreuzung geradeaus oben (Strecke geradeaus außer Betrieb) |                        | Bahnstrecke Savenay–Landerneau                        | Bahnstrecke Savenay–Landerneau                        |
| Abzweig geradeaus und von rechts (Strecke außer Betrieb) | 429,5                  | Verbindungskurve von Pontchâteau/Bahnstr. Sav-Land.   | Verbindungskurve von Pontchâteau/Bahnstr. Sav-Land.   |
| Bahnhof (Strecke außer Betrieb) | 429,6                  | Besné-Pontchâteau (in B., P. nur Namensgeber)         | Besné-Pontchâteau (in B., P. nur Namensgeber)         |
| Abzweig ehemals geradeaus und von links |                        | von Nantes                                            | von Nantes                                            |
| Bahnhof | 441,1                  | Montoir-de-Bretagne                                   | Montoir-de-Bretagne                                   |
| Strecke |                        | nach Saint-Nazaire                                    | nach Saint-Nazaire                                    |

Die Bahnstrecke Sablé–Montoir-de-Bretagne ist eine 188 km lange französische Bahnstrecke, die heute (2017) weitgehend stillgelegt und abgebaut ist; zeitweilig war sie zweigleisig. Sie verband Sablé-sur-Sarthe bei Le Mans mit Montoir-de-Bretagne bei Saint-Nazaire. Zu Beginn eher für die Erschließung der Gegend um Segré und Châteaubriant gedacht, erlangte sie Bedeutung als kürzeste Verbindung Paris–Saint-Nazaire. 2017 findet nur noch Güterverkehr zwischen Sablé und Château-Gontier statt.
Sie trägt bei SNCF Réseau die Streckennummer 460 000.

## Geschichte

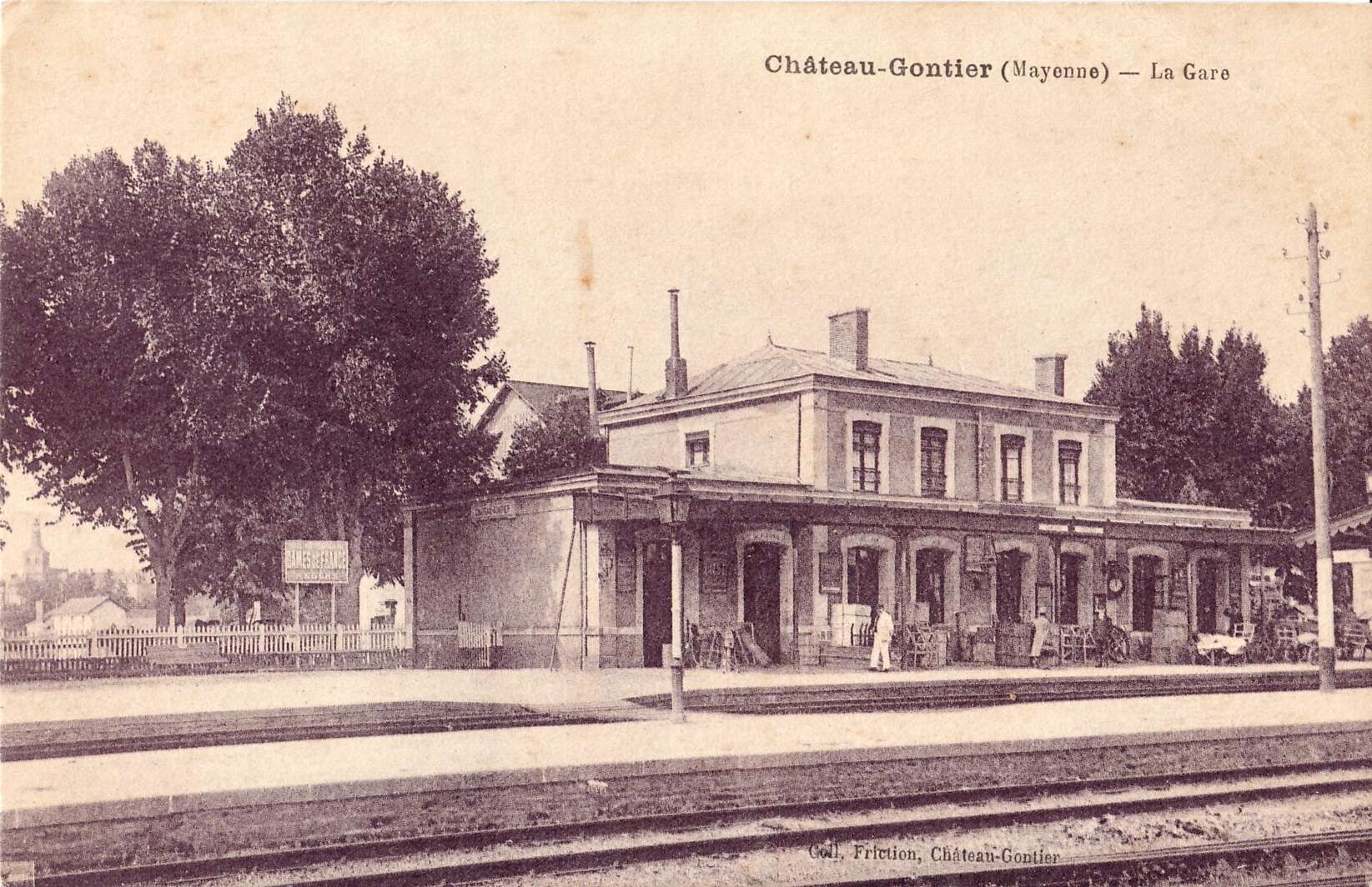
Bahnhof Château-Gontier, vor 1914

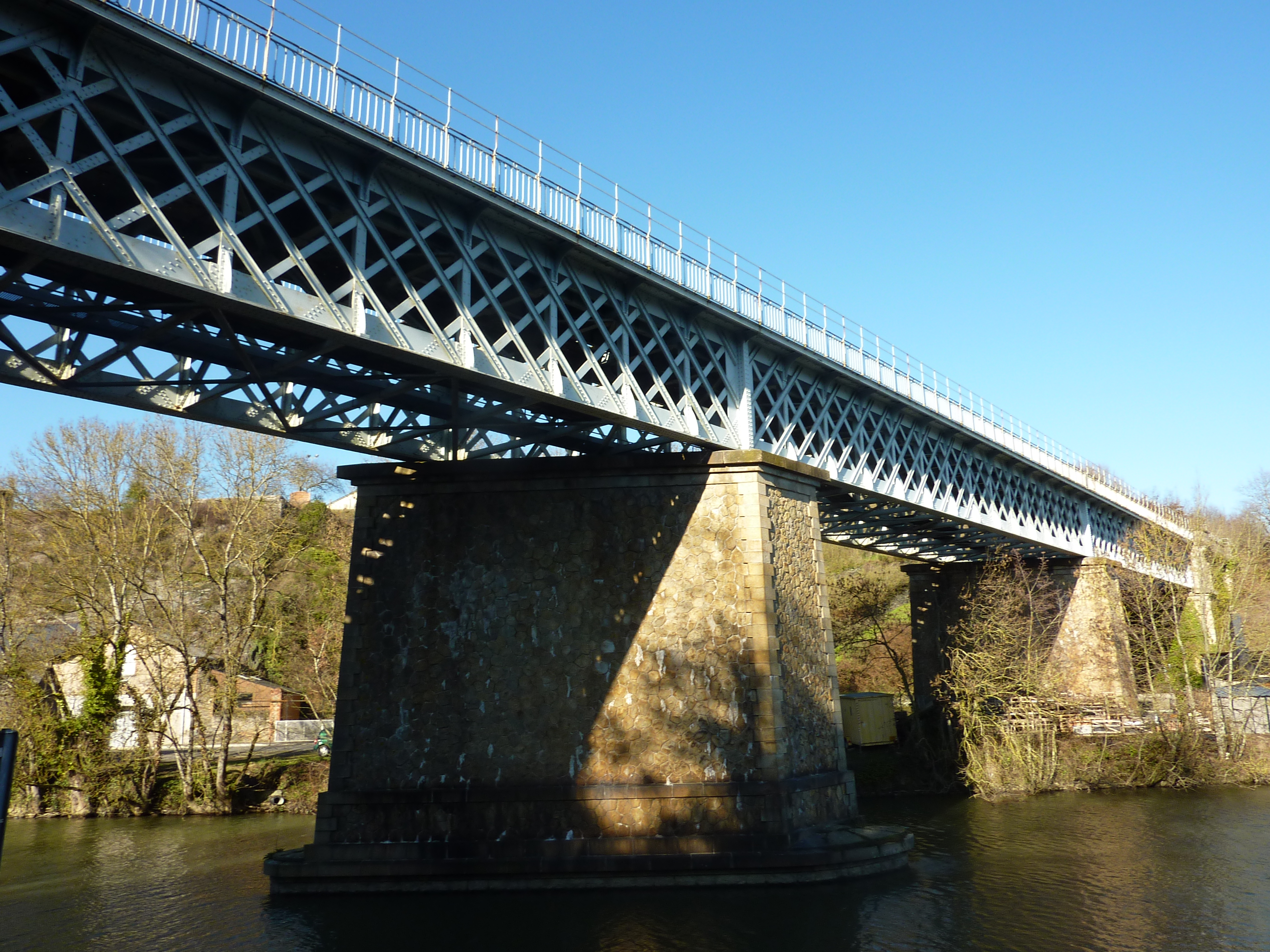
Bahnbrücke über den Oudon in Segré, 2010

Die Compagnie des chemins de fer de l’Ouest hatte bereits die Bahnstrecke Paris–Brest in Betrieb, von der in Le Mans eine Zweigstrecke nach Angers über Sablé abging. Sie erhielt am 4. Juli 1868 die Konzession für die Strecke von Sablé-sur-Sarthe nach Châteaubriant, die im Winkel zwischen diesen beiden Strecken liegt. Die Gesellschaft ging abschnittsweise an die Arbeit. Von Sablé nach Château-Gontier begann der Betrieb am 25. Dezember 1876, weiter bis Segré am 1. Oktober 1877 und von dort bis Châteaubriant am 23. Dezember 1877. In Segré und Umgebung wurden damals Eisenerz und Schiefer abgebaut, bei Châteaubriant Erz und weiter südlich Kohle, die mit der Bahn besser vermarktet werden konnten. Insgesamt waren damit 96 km in Betrieb.
Dem Bereich Châteaubriant fehlte nun noch eine Anbindung nach Westen. Als Ziel wurde der Bahnknoten Redon ausgewählt, von wo aus über die Bahnstrecke Savenay–Landerneau ein Anschluss in Richtung Vannes, Lorient und Brest (Finistère) möglich war. Die Konzession für eine Bahnstrecke von Châteaubriant über Saint-Vincent-des-Landes nach Massérac, eine Station nordwestlich von Redon an der Bahnstrecke Rennes–Redon wurde 1875 erteilt und die Verbindung im April 1881 in Betrieb genommen.
Als der mittlere Abschnitt und die Bahnstrecke Saint-Vincent-des-Landes–Massérac noch in Bau waren, wurde 1879 eine weitere Verbindung von Saint-Vincent nach Montoir-de-Bretagne mit Ziel Saint-Nazaire beschlossen und 1883 die Konzession an die Ouest erteilt. Bereits am 18. Mai 1885 konnten die Züge hier fahren. Die von der PO erbaute Bahnstrecke Tours–Saint-Nazaire wurde ab Montoir zweigleisig ausgebaut und von der Ouest und der PO gemeinsam betrieben.
Die Strecke stellte nun eine deutlich kürzere Verbindung zwischen Paris und Saint-Nazaire dar als die ältere Route der PO über Nantes und Tours. Sie war von Anfang an für zwei Gleise geplant worden, aber vorerst nur eingleisig gebaut. Durch die steigende Nachfrage wurde ein zweites Gleis sinnvoll, das ab 22. Juni 1913 vollständig in Betrieb war.
Ab etwa 1950 verschlechterte sich die Lage. Bis 1955 wurde die Stadtdurchfahrt in Nantes der Bahnstrecke Tours–Saint-Nazaire ausgebaut und damit dort ein Betriebshindernis beseitigt. Durch die Verstaatlichung der Eisenbahnen und Gründung der SNCF ab 1938 entfiel das Konkurrenzstreben zwischen Ouest und PO. Die schwache regionale Nachfrage war überwiegend auf Rennes und Nantes ausgerichtet, zwischen denen die Linie ungefähr mittig hindurch führt. Der Personenverkehr wurde am 19. März 1952 zwischen Châteaubriant und Montoir-de-Bretagne eingestellt, ab 3. März 1969 wurde auch die östliche Hälfte nur noch im Güterverkehr bedient. Bereits 1958 war die Strecke wieder als durchgehend eingleisig in einer Streckenkarte eingetragen.
Am 28. Mai 1988 wurde der 22 km lange Abschnitt zwischen Bouvron und Besné geschlossen; die dortige Brücke war der Elektrifizierung der Bahnstrecke Savenay–Landerneau im Weg. Weitere Abschnitte folgten. Weite Teile der Strecke wurden bis Anfang der 2010er Jahre abgebaut.

## Betrieb
In Château-Gontier wurde am 4. Oktober 2013 ein Umschlagzentrum eingerichtet, das von Sablé aus bedient wird. Hauptsächlich werden Molkereiprodukte verladen. In Longuefuye besteht noch ein Industrieanschluss, der 2010 unregelmäßig bedient wurde.
In der SNCF-Streckenkarte von 2017 ist die Strecke zwischen Château-Gontier und Châteaubriant sowie kurz westlich von Châteaubriant bis Besné vollständig verschwunden. Ein Stück in Châteaubriant wird noch als Anschlussgleis vorgehalten. Die Verbindungskurve von Pontchâteau nach Besné und der Streckenrest von dort bis Montoir sind als „Strecke ohne Betrieb“ in der Karte verzeichnet, aber bereits mehrfach unterbrochen.